# Trichodorus parorientalis
Trichodorus parorientalis is een rondwormensoort uit de familie van de Trichodoridae. De wetenschappelijke naam van de soort is voor het eerst geldig gepubliceerd in 1992 door Decraemer W. & Kilian S..